# محمد حیات بن ابراهیم السندی

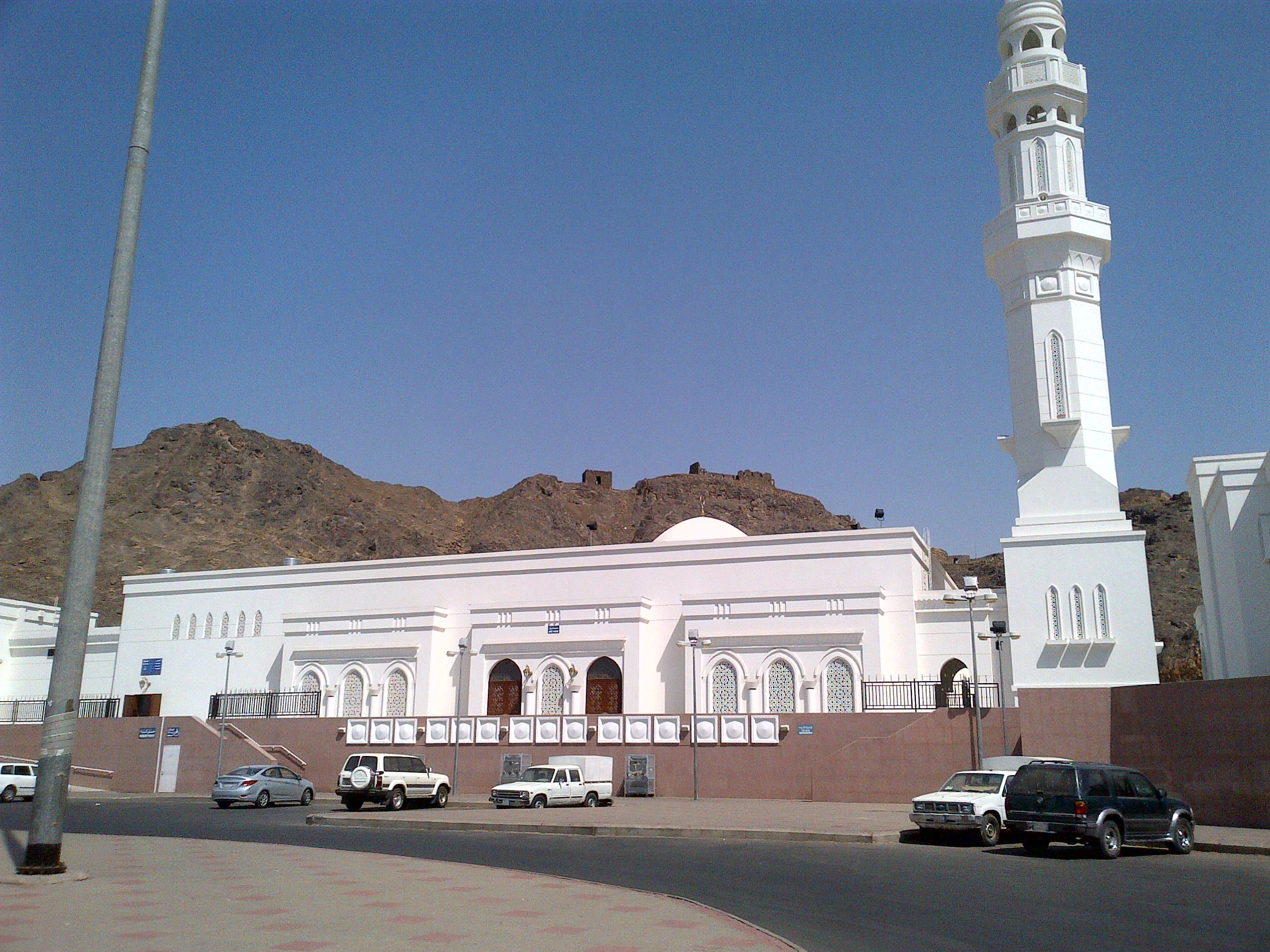
محمد حیات السندی (متوفی۱۷۵۰ م - ۱۱۶۳ق) محقق اسلامی و استاد محمد ابن عبدالوهاب بود که در دوره امپراتوری عثمانی می زیست. او از دراویش نقشبندیه بود.

## زندگی
السندی در هندوستان (پاکستان امروزی) به دنیا آمد،  سپس به مدینه هجرت کرد و نزد ابراهیم الکرانی و پسرش محمد طاهر الکرانی تحصیل کرد. در اینجا بود که به طریقت نقشبندیه مشرف شد.
از شاگردان او محمد بن عبدالوهاب بود که در سال ۱۱۳۶ قمری با وی آشنا شد. سندی تأثیر زیادی بر شکل گیری کلامی ابن عبدالوهاب و دیدگاه های اصلاح طلبانه او خواهد گذاشت. وقایع نگاران اولیه وهابی، السندی را به عنوان «شعله ای که راه ابن عبدالوهاب را روشن کرد» تحسین کردند.
السندی در فقه حنفی آموزش دیده بود، اما از علمای مکتب حنبلی نیز بود.السندی احیاگر بزرگ علوم حدیث در قرن هجدهم میلادی یا دوازدهم هجری محسوب میشود. سندی در سراسر رساله های خود بر وجوب اجتهاد تأکید می کرد، تقلید را محکوم می کرد، احیای عقاید سلف صالح را دعوت می کرد و از برتری احادیث بر آرای فقهی گذشته دفاع می کرد. السندی همچنین به دلیل انتقاد شدید خود از آداب عامیانه مرتبط با آیین قدیسان و تکریم زیارتگاه ها معروف بود.

## آثار
- شرح الأربعين النووية.
- شرح الترغيب والترهيب للمنذري.
- شرح الحكم الحدادية.
- شرح الحكم العطائية.
- شرح مختصر الزواجر لابن حجر.
- فتح الغفور في وضع الايدي علي الصدور
- دره في اظهار غش نقد الصرة
- حكم إعفاء اللحى
- تحفة الانام في العمل بحديث النبي عليه الصلاة والسلام في رد التقليد

## شاگردان
- احمد بن عبدالرحمن الشامی
- محمد بن عبدالوهاب
- محمد الصنعانی صاحب «طریق الصلاه»
- آزاد بلکرمی
- محمد بن احمد اسفراینی